# Олёкминский округ
Олёкминский округ — административная единица в составе Якутской области и Якутской АССР, существовавшая в 1775—1930 годах. Центр — город Олёкминск.

## Административное деление
В 1896 году административное деление Олёкминского округа было следующим:
- 3 русских селения
- 22 почтовых станции Якутско-Иркутского тракта
- 4 поселения сектантов-скопцов
- Олёкминская инородческая волость (6 сельских обществ)

В 1924 году в состав Олёкминского уезда входили:
- Амчинско-Олёкминский с/с
- Кочегаровский с/с
- Нохтуйский с/с
- Урицкий с/с
- Харьялахский с/с
- Абачинский наслежный совет
- Каменский н/с
- Кыллахский н/с
- Кятчинский н/с
- Мальжегарский н/с
- Нюрюктейский I н/с
- Нюрюктейский II н/с

## История
В 1775 году в составе Якутской провинции было образовано Олёкминское комиссарство. В 1784 году Якутская провинция была преобразована в Якутскую область, а Олёкминское комиссарство при этом преобразовано в Олёкминский уезд. В 1796 году Олёкминский уезд был вновь преобразован в Олёкминское комиссарство.
В 1822 году Олёкминское комиссарство было преобразовано в Олёкминский округ. В 1920 году Олёкминский округ был преобразован в Олёкминский уезд, а в 1926 году уезд вновь стал округом. В 1930 году все округа Якутской АССР были упразднены.

## Население
По данным переписи 1897 года в округе проживало 36,2 тыс. чел. В том числе русские — 54,5 %; якуты — 36,4 %; татары — 3,0 %; тунгусы (эвенки и эвены) — 2,4 %. В Олёкминске проживало 1144 чел.